# Freedom (album de Neil Young)
Pour les articles homonymes, voir Freedom.
Albums de Neil Young
Eldorado
(1989) Ragged Glory
(1990)
Singles
1. Rockin' in the Free World[1]
Sortie : 14 novembre 1989
2. No More
Sortie : décembre 1989
3. Crime in the city
Sortie : mars 1990

Freedom est le dix-huitième album de Neil Young. Il est sorti le 2 octobre 1989 sur le label Reprise Records et a été produit par "The Volume Dealers" (Neil Young & Nick Bolas).

## Historique
Freedom est le premier succès commercial de Neil Young depuis Rust Never Sleeps qui est sorti dix ans plus tôt. Comme dans ce dernier, le même titre, Rockin' in the Free World est repris au début et à la fin de l'album, en version acoustique d'abord, puis électrique. La version acoustique a été enregistrée lors d'un concert de Neil Young au Jones Beach State Park de New York.
L'album reprend trois titres de Eldorado, un EP sorti précédemment au Japon et en Australie : Don't Cry, On Broadway et Eldorado.
Crime in the City (Sixty to Zero Part I) et Someday sont dans la lignée de son album précédent This Note's for You enregistré avec des cuivres.
Par contre, Hangin' on a Limb et The Ways of Love, chantés en duo avec Linda Ronstadt, rappellent le son country de Harvest ou Comes a Time.
Rockin' in the Free World est une critique de la politique du président américain George H. W. Bush,
L'album fut inspiré par les drapeaux américains brûlés lors de l'enterrement de Khomeini en Iran et critique Bush père. L'album deviendra l'un des symboles de la chute du mur de Berlin.
Il se classa à la 35e place du Billboard 200 aux États-Unis et y sera certifié disque d'or, ainsi qu'au Canada.

## Liste des titres
Tous les titres sont de Neil Young, sauf mention contraire.
1. Rockin' in the Free World (Live, version acoustique) – 3:38
2. Crime in the City (Sixty to Zero Part I) – 8:45
3. Don't Cry – 4:14
4. Hangin' on a Limb – 4:18
5. Eldorado  – 6:03
6. The Ways of Love – 4:29
7. Someday – 5:40
8. On Broadway (Barry Mann, Cynthia Weil, Jerry Leiber & Mike Stoller) – 4:57
9. Wrecking Ball – 5:08
10. No More  – 6:03
11. Too Far Gone – 2:47
12. Rockin' in the Free World (version électrique) – 4:41

## Musiciens
- Neil Young - chant,  guitare acoustique, guitare électrique, harmonica, piano
- Frank Sampedro - guitare (2, 5, 9, 12), claviers (5 7), mandoline (11), chœurs (12)
- Rick Rosas - basse
- Tony Marsico - basse (10)
- Ben Keith - saxophone alto (2, 7), guitare pedal steel (11), claviers (10, 12), chœurs (11)
- Linda Ronstadt - chant (4, 6)
- Steve Lawrence – saxophone ténor (2, 7)
- Larry Cragg – saxophone baryton (2, 7)
- Claude Cailliet – trombone (2, 7)
- John Fumo – trompette (2, 7)
- Tom Bray – trompette (2,7)
- Chad Cromwell - batterie

## Charts et certifications

### Album
Charts
| Pays                          | Durée du classement | Meilleur classement | Date              |
| ----------------------------- | ------------------- | ------------------- | ----------------- |
| Allemagne (GfK Entertainment) | 22 semaines         | 40e                 | 27 novembre 1989  |
| Autriche (Ö3 Austria Top 40)  | 1 semaine           | 29e                 | 18 février 1990   |
| Canada (RPM)                  | 28 semaines         | 16e                 | 27 janvier 1990   |
| États-Unis (Billboard 200)    | 28 semaines         | 35e                 | 25 novembre 1989  |
| Pays-Bas (MegaCharts)         | 24 semaines         | 30e                 | 17 février 1990   |
| Royaume-Uni (UK Albums Chart) | 5 semaines          | 17e                 | 22 octobre 1989   |
| Suède (Sverigetopplistan)     | 4 semaines          | 21e                 | 1er novembre 1989 |

Certifications
| Pays        | Certification | Ventes    | Date            |
| ----------- | ------------- | --------- | --------------- |
| Canada      | Or            | 50 000 +  | 19 février 1990 |
| États-Unis  | Or            | 500 000 + | 21 février 1990 |
| Royaume-Uni | Argent        | 60 000 +  | 2 décembre 1989 |

### Single
| Single                    | Chart                    | Durée du classement | Position | Date             |
| ------------------------- | ------------------------ | ------------------- | -------- | ---------------- |
| Rockin' in the Free World | (Mainstream Rock Tracks) | 17 semaines         | 2e       | 11 novembre 1989 |
| Rockin' in the Free World | (RPM Top Singles)        | 12 semaines         | 39e      | 6 novembre 1989  |
| Rockin' in the Free World | (UK Singles Chart)       | 2 semaines          | 83e      | 20 février 1994  |
| No More                   | (Mainstream Rock Tracks) | 13 semaines         | 7e       | 3 février 1990   |